# Sant Andreu de Llanars
L'antiga església parroquial rural de Sant Andreu de Llanars es troba a la part de ponent del terme municipal de Prats de Lluçanès. És una obra inventariada.

## Història
Es trobava dins l'antic terme del castell d'Oristà, al lloc de Llanars. Molt aviat degué tenir categoria parroquial, que perdé més tard. El castell d'Oristà és documentat a partir de l'any 908. Les primeres referències que tenim del lloc de Llanars daten de l'any 997 quan l'abat Sunifred donà al monestir de Sant Benet de Bages diversos alous, un dels quals situat a Llanars. L'església apareix en la documentació l'any 1034 quan Doda, muller de Guisad I de Lluçà, feu testament deixant una vinya per a la llum de l'església de Sant Andreu. Apareix en una llista de parròquies entre entre els anys 1025 i 1050 però ja no es troba en les parròquies visitades pel bisbe Galceran Sacosta entre els anys 1330-1333. Abans o després de la despoblació causada per la pesta negra devia perdre les funcions parroquials i passà a dependre de Santa Eulàlia de Pardines com a sufragània, situació que es documenta a partir del 1435 i que es mantingué fins al 1787, quan fou incorporada a Sant Vicenç de Prats de Lluçanès fins al 1936.

## Arquitectura
És un petit edifici d'una sola nau capçada a llevant per un absis semicircular que s'obre a la nau mitjançant un simple plec. És coberta amb una volta de canó de perfil apuntat i l'absis amb volta de quart d'esfera. En restaurar-la es trobaren restes de les lloses de la coberta original, ara feta de teula àrab. El mur de tramuntana presenta dos arcs formers que formen una mena d'arcosolis. El parament original era fet amb carreuons rejuntats amb morter de calç molt fi amb pintades que imiten un carreuat fictici. La porta està situada a migjorn i s'obre amb un arc de mig punt. En aquest mateix mur s'obre una finestra de doble esqueixada, igual a la que hi ha al fons de l'absis on també hi ha una petita espitllera. Una petita finestra en forma de creu oberta a la façana de ponent completa la il·luminació. El campanar és de torre, de planta quadrada amb coberta de teula. El nivell inferior té quatre grans obertures, una en cada façana, en arc de mig punt, i el nivell superior quatre finestres geminades.
L'aparell exterior és de petits carreuons desbastats, amarats en morter de calç, disposats en filades uniformes i regulars. A l'absis i al campanar són més ben tallats i polits i de proporcions més quadrades. A la banda de tramuntana de l'absis hi ha una banqueta, similar a un sòcol. L'edifici presenta dues etapes constructives diferenciades. A la primera, datable el segle xi, poden correspondre el murs de la nau i la banqueta de l'absis, probablement el basament d'un absis anterior. En una segona fase, al segle xii, s'engruixiren interiorment els murs de tramuntana i migjorn. Posteriorment, es substituïren les cobertes i els arrebossats, i es construí un cor que seria cremat durant la guerra del 1936-39, junt amb retaules i mobiliari.
Puig i Cadafalch inclou aquesta església dins el grup d'edificis amb una nau i campanar. Aquest es podria comparar amb el de Coaner i el de Sant Jaume de Viladrover o el de Bastons.